# Nikopol (ort)
Nikopol (bulgariska: Никопол, turkiska: Niğbolu, latin: Nikopolis) är en ort i Bulgarien.   Den ligger i kommunen Obsjtina Nikopol och regionen Pleven, i den norra delen av landet, 170 km nordost om huvudstaden Sofia. Nikopol ligger 119 meter över havet och antalet invånare är 4 137.
Terrängen runt Nikopol är platt åt nordost, men åt sydväst är den kuperad. Terrängen runt Nikopol sluttar norrut. Närmaste större samhälle är Belene, 18,3 km öster om Nikopol.
Trakten runt Nikopol består till största delen av jordbruksmark. Runt Nikopol är det ganska glesbefolkat, med 31 invånare per kvadratkilometer.